# Leucopis cilifemur
Leucopis cilifemur är en tvåvingeart som beskrevs av Malloch 1933. Leucopis cilifemur ingår i släktet Leucopis och familjen markflugor. Inga underarter finns listade i Catalogue of Life.